# E. Lynn Harris
E. Lynn Harris (nascida Everette Lynn Jeter; 20 de junho de 1955 – 23 de julho de 2009), foi uma autora americana. Assumidamente gay, ele era mais conhecido por suas representações de homens afro-americanos que eram discretos e enrustidos. Ele foi autor de dez livros consecutivos que entraram na lista de mais vendidos do The New York Times, tornando-o um dos autores afro-americanos ou gays de maior sucesso de sua época.

## Biografia
Harris foi um dos primeiros alunos afro-americanos na Forest Heights Junior High School e na Hall High School, em Little Rock. Harris tinha casas em Houston, Texas; Atlanta, Geórgia; e Fayetteville, Arkansas.
Em seus escritos, Harris manteve um tema pungente, ocasionalmente emotivo, que incorporava vernáculo e gírias da cultura popular. Harris se tornou o primeiro líder de torcida negro e o primeiro editor negro de anuário enquanto estudava na Universidade do Arkansas. Após a graduação, ele se tornou vendedor de computadores na IBM, AT&T e Hewlett-Packard por 13 anos, morando em Dallas, Washington, D.C. e Atlanta. Em 1990, Harris tentou suicídio durante uma fase sombria de depressão e consumo excessivo de álcool, mas depois encontrou força de vontade para viver por meio de seus escritos. Harris se livrou de suas funções de vendedor e pediu demissão para começar a escrever seu primeiro romance.
Em junho de 2019, Harris foi um dos cinquenta "pioneiros, pioneiros e heróis" americanos inaugurais introduzidos no Muro de Honra Nacional LGBTQ dentro do Monumento Nacional Stonewall (SNM) no Stonewall Inn da cidade de Nova York. O SNM é o primeiro monumento nacional dos EUA dedicado aos direitos e à história LGBTQ, e a inauguração do muro foi programada para ocorrer durante o 50º aniversário dos motins de Stonewall.

## Morte
Harris morreu em 23 de julho de 2009, enquanto estava em Los Angeles, Califórnia, para uma reunião de negócios. Ele foi encontrado inconsciente no Peninsula Hotel em Beverly Hills e foi declarado morto no Cedars-Sinai Medical Center em Los Angeles. De acordo com o Gabinete do Médico Legista do Condado de Los Angeles, ele morreu de doença cardíaca complicada pelo endurecimento das artérias e pressão alta.

## Influência
Uma antologia de histórias de homenagem chamada Visible Lives, de Terrance Dean, James Earl Hardy e Stanley Bennett Clay, foi publicada em 2010, inspirada nos romances de Harris.